# Вибори до Київської міської думи 1917
Вибори до Київської міської думи 1917 року відбулися 23 липня (5 серпня) 1917 року за постановою Тимчасового уряду шляхом прямого загального волевиявлення киян. Голосування відбувалося за партійними списками. Було обрано 120 гласних, які з перервами керували Києвом до 1919 року.

## Правила виборів
Вибори регламентувала спеціальна постанова Тимчасового уряду від 15 квітня 1917 року, що визначала порядок обрання гласних у багатьох містах та містечках Російської республіки, що постала в результаті Лютневої революції. Згідно з цією постановою Київська міська дума мала складатися зі 120 гласних. Склад Думи обирався на 1 рік, до 1 січня 1919 року, що відрізнялося від попередніх складів, що обиралися на 4 роки.
Голосувати на виборах могли всі мешканці Києва, незалежно від статі, релігії чи етнічного походження, віком старше 20 років. Таким чином до виборів було допущено понад 307 тисяч мешканців Києва. Вибори відбувалися шляхом загального, рівного, прямого та таємного голосування. За ці нові для Російської імперії 4 принципи їх називали «чотирихвісткою».

## Політична ситуація напередодні виборів
Перед виборами у Києві, як і по всій колишній Російській імперії, була складна політична ситуація. Містом керувала міська управа, яка була лояльна Тимчасовому уряду. 17 березня була створена Українська Центральна Рада, яка проголосила себе крайовим представницьким органом. Також було створено Київську раду робітничих та солдатських депутатів, яку контролювали соціалістичні партії. 
Центральна Рада одразу взялася за українізацію установ та інституцій у Києві, насамперед військових частин, шкіл, університету. У квітні членами Центральної Ради було організовано Київську міську українську раду, куди ввійшли представники українських партій, громадських та культурних організацій. Опір українізації чинили представники старої імперської влади та аристократії, зокрема Клуб російських націоналістів.

## Проведення виборів
Вибори організовувала спеціальна комісія міської управи. Головною її задачею було створення списків виборців. До них було внесено 307 тисяч 890 осіб, окрім власне Києва сюди входили мешканці села Деміївка. Для голосування було створено 109 виборчих округів, об'єднаних у 30 виборчих районів.
Партії і блоки здійснювали активну агітацію, проводили зустрічі з виборцями, друкували статті в місцевих газетах. Основна критика була спрямована проти старих порядків та чинної міської думи.
Агітація в день виборів була заборонена. Голосування тривало з 9 години ранку до 21 години 23 липня (6 серпня за григоріанським календарем).

## Виборчі списки
До виборів було допущено 18 списків, які були створені політичними партіями, їхніми блоками та групами громадян.
1. Блок соціалістичних партій: київської організації РСДРП (меншовики), соціалісти-революціонери, «Бунд» і партії польських соціалістів (лівиця);
2. Єврейський соціалістичний блок
3. Позапартійний блок російських виборців
4. Партія народної свободи
5. Польський виборчий список
6. Список Старокиївського району, Батиєвої гори та Ново-Вокзальної вулиці
7. Трудова народно-соціалістична партія
8. Демократичний блок єврейських виборців
9. Чеська народна партія
10. Київський комітет РСДРП (більшовики)
11. Список Трудової групи службовців та гласних Київського міського громадського самоуправління
12. Блок УСДРП та УПСР
13. Список Прогресивно-демократичної групи населення Печерська, Звіринця та Старо-Наводницької вулиці
14. Київська секція Польської соціалістичної партії (ПСП) — колишньої революційної фракції
15. Список Українських соціалістів-федералістів та безпартійних соціалістів
16. Список Київського союзу воєнних інвалідів
17. Список союзу орендаторів земельних ділянок, які належали різним юридичним особам в м. Києві, його передмістях та околицях
18. Список дружин запасних

## Результати виборів
У виборах взяли 65 % виборців, а саме 174,5 тисяч осіб (з них 10387 військових). Перемогу здобув список № 1 блоку соціалістів — вони здобули 44 мандати. Блок українських соціалістів УПСР та УСДРП (список № 12) набрав 24 мандати. Список № 3 російських націоналістів здобув 18 мандатів (14 % підтримки). Список більшовиків № 10 зібрав 5,4 % голосів, переважно робітників та солдатів, вони здобули 7 мандатів. 6 мандатів здобув Польський виборчий список № 5 (4,83 %), 5 мандатів — список № 7 Демократичного блоку єврейських виборців. Ще 3 мандати здобув Єврейський соціалістичний блок (№ 2, 2,62 %). По одному мандату здобули списки № 17, № 15 та № 14. Інші 7 списків не здобули жодного мандату.